# 奥田和夫
奥田 和夫（おくだ かずお、1956年 - ）は、日本の哲学者。
専門はプラトン哲学、ソクラテス思想。法政大学文学部哲学科教授。日本哲学会編集委員、西洋古典研究会運営委員などを務める。

## 略歴
神奈川県に生まれる。
1979年、法政大学文学部卒業。
1987年、法政大学大学院人文科学研究科 哲学専攻 博士後期単位取得満期退学。
1998年、法政大学文学部助教授。
2003年、法政大学文学部教授。

## 著作等

### 共著
- 『政治的判断力 Political Judgment Ronald Beiner』（法政大学出版局、1988年）
- 『カント事典』（弘文堂、1997年）
- 『自然と人間』（梓出版社、2006年）

### 論文
- 『プラトン「テアイテトス」第一部における知識論―「最後の反駁」におけるウゥシアーの理解をめざして―』（日本西洋古典学会編『西洋古典学研究』第43号、(岩波書店刊)、 (43)、 1995年）
- 『哲人王の行方』（日本西洋古典学会編『西洋古典学研究』第59号、(岩波書店刊)、(59)、2011年）
- 『「哲人王の行方」補説 ――加来彰俊先生への応答――』（西洋古典研究会論集』(第21)、23-34、2012年）
- 『プラトンはどういう哲学者かーイデア論のとらえ方ー』（『法政大学文学部紀要』 (第78)、1-10、2019年）

## 専門分野
- 哲学・倫理学
- 思想史
- ヨーロッパ文学